# Előteljesítés
Az előteljesítés egy szerződés teljesítésének az abban kikötött teljesítési idő előtti felajánlását jelenti. A hatályos magyar Polgári törvénykönyv szerint a jogosult a teljesítési idő előtt felajánlott teljesítést köteles elfogadni, ha az előteljesítés az ő lényeges jogi érdekét nem sérti, és a kötelezett az ezzel járó többletköltséget viseli.
A jogosultnak a lényeges jogi érdekét sértheti például, ha az esküvői tortát a kötelezett az esküvői vacsora napja mint határnap előtt akarja neki átadni.

## Az előteljesítés a korábbi Ptk. szerint
Az előteljesítést a Polgári törvénykönyvről szóló 1959. évi IV. törvény szabályozta.
Ha a kötelezett a hatályos Ptk hatályba lépése előtt,  2014. március 14-ig aláírt szerződést a határnapot megelőzően, illetőleg a határidő kezdete előtt akarja teljesíteni, a jogosult választhat:
a) beleegyezik a teljesítésbe - ebben az esetben a korábbi teljesítés is szerződésszerűnek fog minősülni;
b) nem egyezik bele a teljesítésbe - ebben az esetben a jogosult nem köteles a teljesítést elfogadni vagy a szolgáltatást átvenni.
Ha azonban a kötelezett a jogosult beleegyezése nélkül mégis teljesít - például a megrendelt dolgot fuvarozóval elküldi - a jogosultnak kötelessége gondoskodni a dolog őrzéséről a kötelezett veszélyére és költségére (a felelős őrzés szabályai szerint). A dolog őrzése nem jelenti annak elismerését, hogy a kötelezett szerződésszerűen teljesített.
Kivételt képez a pénzszolgáltatás (pl. egy kölcsön határidő előtti teljesítése), mivel ezt a jogosult a határidő előtt is köteles elfogadni - a felek ettől a szabálytól is eltérhetnek).

## Az előteljesítés az új Ptk. szerint
Az új Ptk. (2013. évi V. törvény) módosította a teljesítési idő előtti teljesítés szabályait. Az új Ptk. hatályba lépését,  2014. március 15-ét követően megkötött szerződések esetében nem a jogosult döntésétől, hanem a körülményektől függ, hogy az előteljesítésre lehetőség van-e.
A jogosult a teljesítési idő előtt felajánlott teljesítést köteles elfogadni, ha
a) az lényeges jogi érdekét nem sérti, és
b) a kötelezett az ezzel járó többletköltséget viseli.
A teljesítési idő előtti teljesítés elfogadása nem érinti a másik fél szolgáltatása teljesítésének esedékességét, vagyis a másik nem köteles az előteljesítésre, ő az eredeti határidőben is szerződésszerűen tud teljesíteni